# Márk Mihály
Márk Mihály (Kovászna, 1880. december 10. – Parajd, 1965. december 7.) magyar református egyházi író, szerkesztő, elbeszélő.

## Életútja
Sepsiszentgyörgyön a Székely Mikó Kollégiumban végezte középiskoláit (1901), a kolozsvári Református Teológián lelkészi diplomát szerzett (1905). Lelkész Héjjasfalván, Csekefalván (1905-06), Agyagfalván (1908-58). A Harangszó hetilap munkatársa 1922-től, majd felelős szerkesztője (1928-38), a Református Szemle, a Kálvinista Világ munkatársa. A Református Naptárban és a Hangya Naptárban elbeszélései jelentek meg. Tevékeny részt vett az Erdély-részi Hangya Szövetkezet életében: 1940 őszétől a felügyelő bizottság tagja, 1943-ban alelnök, majd elnök.